# Medalha Eduard Sueß
A  Medalha Eduard Sueß (em alemão:  Eduard-Sueß-Gedenkmünze ou também Eduard-Sueß-Medaille) é um prêmio da Sociedade Geológica da Áustria. Homenageia o geólogo Eduard Suess.

## Laureados
- 1918 Albert Heim
- 1930 Friedrich Johann Karl Becke
- 1937 Otto Ampferer e Franz Eduard Suess
- 1952 Josef Stiny e Hans Stille
- 1956 Wilhelm Petrascheck
- 1958 Leopold Kober, Bruno Sander e Rudolf Staub
- 1964 Roland Brinkmann
- 1971 Dimitrij Andrusov
- 1980 Eberhard Clar
- 1983 Franz Kahler
- 1985 Rudolf Trümpy e Martin Glaessner
- 1989 Alexander Tollmann e Siegmund Prey
- 1993 Rudolf Oberhauser
- 1994 Helmut Walter Flügel
- 1999 Christof Exner
- 2006 Godfrid Wessely
- 2007 Erich Thenius
- 2008 Wolfgang Schlager
- 2012 Wolfgang Frank
- 2014 Wolfgang Frisch
- 2016 Werner Piller
- 2017 Herbert Stradner
- 2018 Lothar Ratschbacher
- 2019 Fritz F. Steininger
- 2020 Celâl Şengör